# Lijst van Kosovaarse hoofdwegen
De hoofdwegen in Kosovo verbinden de belangrijkste steden van land met elkaar en met de buurlanden van Kosovo. De wegnummering is nog gelijk aan de oude Joegoslavische nummering, waardoor veel nummers niet voorkomen.
| Schild | Nummer | Route                                    | Lengte |
| ------ | ------ | ---------------------------------------- | ------ |
|        | M-2    | Mitrovica - Pristina - Ferizaj - Kaçanik | 135 km |
|        | M-9    | Peja - Pristina                          | 143 km |
|        | M-9.1  | Klina - Gjakova                          | 53 km  |
|        | M-22.3 | Leposavić - Mitrovica                    | 54 km  |
|        | M-25   | Prizren - Pristina - Podujeva            | 130 km |
|        | M-25.2 | Pristina - Gjilan                        | 60 km  |
|        | M-25.3 | Shtime - Ferizaj - Gjilan                | 70 km  |

## Autosnelwegen
Naast hoofdwegen zijn er sinds 2011 ook autosnelwegen in Kosovo. Deze zijn genummerd volgens het South-East European Transport network (SEETO).
| Schild | Nummer | Route                                                         | Lengte | Geplande lengte |
| ------ | ------ | ------------------------------------------------------------- | ------ | --------------- |
|        | R 6    | Pristina - Lipjan - Babush - Ferizaj - Doganaj - Han i Elezit | 60 km  | 60 km           |
|        | R 7    | Prizren - Luchthaven Pristina - Pristina - Podujeva           | 103 km | 130 km          |